# Amfora
Amfora je vrsta embalaže značilne oblike in velikosti, ki je znana že iz neolitika. Amfore so bile uporabljene v velikem številu za prevoz in skladiščenje različnih izdelkov, tako tekočin kot suhih snovi, vendar večinoma za vino. Najpogosteje so bile iz keramike, našli pa so primere iz kovin in drugih materialov.
Amfora dopolnjuje veliko posodo za shranjevanje, kot so bili pitos, ki so imeli prostornino za pol in dve in pol tone snovi. Nasprotno, amfora vsebuje manj kot pol tone, običajno manj od 100 kg. Obe vrsti posod imata podobno obliko. Pitos ima več majhnih zank ali nastavkov za pritrditev vrvi, amfora ima le dva ročaja, ki se držita telesa in dolgega vratu. Vratovi pitosa so široki za zajemanje ali dostop z vedrom. Vratovi amfor so ozki in namenjeni za nalivanje. Obstajajo različni tipi. Ročaj ni obvezen. Glede na velikost lahko za rokovanje zahteva dve ali več oseb. Večinoma pa je bila amfora vendar namenjena kot jedilni pribor ali se je nahajala v bližini mize, saj je bila običajno mojstrsko okrašena.
Zamaški, ki so le redko ohranjeni, so bili iz pokvarljivih materialov in uporabljeni za tesnjenje vsebine. Obstajali sta dve glavni vrsti amfor: amfora z vratom, pri kateri se vrat in telo srečata pod ostrim kotom in enodelne amfore, pri kateri vrat in telo tvorita neprekinjeno krivuljo. Vrat amfore so pogosto uporabljali v zgodnji zgodovini antične Grčije, vendar so ga postopoma nadomestiti z vrsto enem kosu od okoli 7. stoletja pred našim štetjem dalje.
Najpogosteje so imele koničasto bazo, ki je omogočala pokončno shranjevanje s postavitvijo v mehko podlago, kot je pesek. Taka osnova je olajšala prevoz z ladjami, kjer so amfore zapakirali pokončno v več (tudi petih) zamaknjenih plasteh.  Če so stale v pokončnem položaju, so imele neke vrste stojalo in so bile z vrvjo povezane s svojimi ročaji, da so preprečili premikanje in prevračanje v valovitem morju. Za pakiranje so uporabljali vresje in trs. Stojala so se uporabljala v kuhinjah in trgovinah. V osnovah so tudi našli največ usedlin od tekočin in suspendiranih trdnih delcev, kot so oljčno olje in vino.
Amfore so zelo pomembne tudi za morske arheologe, saj z njihovo pomočjo ugotavljajo starost brodoloma in geografski izvor tovora. Te so včasih tako dobro ohranjene, da je izvirna vsebina še vedno prisotna, kar zagotavlja informacije o živilih in trgovskih sistemih. Amfore so bili preveč poceni in množične, da bi jih vračali na njihov izvor. Tako so, ko so jih izpraznili, razdelili v namembnem kraju. Na mestu nesreče v Rimu, Testaccio, blizu Tibere, so našli fragmente, kasneje prepojene s kalcijevim hidroksidom (Calce viva), tako da so ostanki ustvariti hrib zdaj imenom Monte Testaccio, 45 m visoko in več kot 1 km premera.

## Etimologija
Amfora je grško-rimska beseda, ki se je razvila v stari grščini času bronaste dobe. Rimljani so jo osvojili med helenizacijo, ki se je zgodila v času rimske republike. Cato, je prva znana literarna oseba, ki jo je uporabil. Ni dvoma, da sta beseda in posoda prišla v Italijo preko grške trgovine. Zanimivo je, da, čeprav so Etruščani uvažali, proizvajali in v veliki meri izvažali v amforah njihova vina in čeprav so druga grška imena posod etruščanizirali,  etruščanska oblika besede za amforo ne obstaja.
Latinska beseda izhaja iz grške amphoreus (ἀμφορεύς), krajša oblika amphiphoreus (ἀμφιφορεύς), pomeni amphi - (na obeh straneh , dvoje) in phoreus (nosilec), od pherein, ki se nanaša na dva ročaja na nasprotnih straneh.  Zdi se, da je amfora, kot 𐀀 𐀠 𐀡 𐀩 𐀸, a-pi-po-re-we, zapis iz bronaste dobe iz Knossosa, 𐀀 𐀡 𐀩 𐀸, a-po-re-wi, v Mikenah in fragmentarna ]-re-we v Pylosu, označena kot 209 𐃨, Bennettova amfora, ki ima številna poimenvanja. Ti dve pisavi so prepisi amphiphorēwes (množina) in amphorēwe (dvojina) v mikenski grščini, iz katerih je mogoče videti, da je kratka oblika prevladala na celini. Homer uporablja dolgo obliko iz metričnih razlogov, medtem ko Herodot uporablja kratko obliko. 

## Mere in teža
Amfore so zelo različno visoke. Največje so visoke 1,5 metra, medtem ko so bile nekatere manjše kot 30 cm - najmanjšo so imenovali amphoriskoi (dobesedno "mala amfora"). Večina jih je bila približno 45 cm visoka.
Višina je bila standardizirana v nekaj tipov: vinske amfore so bile standardne mere približno 39 litrov, kar je bila podlaga za quadrantal kot mersko enoto v rimskem imperiju. Ugotovili so približno 66 različnih tipov amfor.
Poleg tega je izraz pomenil tudi staro rimsko mersko enoto za tekočine. Obseg rimske amfore je bil en kubični čevelj, približno 26,026 l.

## Proizvodnja
Obliko amfore in tehniko izdelave je narekoval predvsem namen rabe posode.
Grško-rimske amfore so izdelovali iz terakote na lončarskem vretenu. Med proizvodnim procesom so najprej naredili telo in ga delno posušili. Nato so dodali glino in naredili vrat, rob in ročaje.  Ko je bila amfora končana, je bila znotraj obdelana s smolo, da bi preprečili pronicanje shranjenih tekočin. Rekonstrukcija teh faz proizvodnje temelji predvsem na študiji sodobne proizvodnje amfor na nekaterih območjih v vzhodnem Sredozemlju. Amfore so bile pogosto označene z različnimi žigi, grafiti in napisi. Zagotovili so informacije o proizvodnji, vsebini in druge oznake. Žig je bil običajno uporabljen za amfore za delno suhe proizvode. Žig kaže ime figlina (delavnica) in / ali ime lastnika delavnice. Poslikane žige, tituli picti, so dodali, ko je bila amfora končana. povedali so o masi posode in vsebini. 

## Klasifikacija
Prva sistematična razvrstitev rimskih amfor je bila opravljena s strani nemškega učenjaka Heinricha Dressla. Po izjemnem odkritju amfor v rimskem Castro Pretorio ob koncu leta 1800, je zbral skoraj 200 napisov iz amfor in jih vključil v Corpus Inscriptionum Latinarum. V svojih študijah o najdenih amforah je prvi izdelal klasifikacijo vrst, tako imenovano "Dresslovo tablo" , ki se uporablja še danes. Kasnejše študije o rimskih amforah so dale podrobnejšo klasifikacijo, ki so jo običajno poimenovali po znanstveniku, ki jih je študiral. Za novofeničanske vrste velja prikaz dela Maña, objavljenega leta 1951, in revidirana razvrstitev van der Werffa iz leta 1977-1978. Galske amfore je proučeval Laubenheimer v študiji objavljeni leta 1989, kretske amfore je analiziral Marangou-Lerat. Beltràn je študiral španske vrste leta 1970.  Jadranske vrste je preučevali Lamboglia leta 1955.  Za splošno analizo zahodnih tipov sredozemskih glej Panella, Peacock in Williamsa. ,

## Zgodovina

### Prazgodovinski izvor
Keramika v obliki in uporabnosti, od amfor z držajem ali brez njega, je prazgodovinska dediščina po vsej Evraziji, od Kavkaza do Kitajske. Na primer, kvevri v Rusiji in na Kavkazu (Gruzija), so bili znani že približno 6000 pred našim štetjem. Amfore datirane na okoli 4800 pred našim štetjem so našli v Banpo, neolitskem mestu kulture Yangshao na Kitajskem. Amfore so se prvič pojavile na feničanski obali približno 3500 pred našim štetjem. 
V bronasti in železni dobi so se amfore širile okoli starodavnega sredozemskega sveta, ki so jih stari Grki in Rimljani uporabljali kot glavno sredstvo za prevoz in skladiščenje grozdja, oljčnega olja, vina, oliv, žita, rib in drugih surovin. Na industrijski ravni so jih začeli proizvajati približno okoli 7. stoletja našega štetja. Izpodrinile so lesene in kožne posode.

### Starodavna Grčija
Poleg grobih amfor, ki so se uporabljale za skladiščenje in transport, so v antični Grčiji izdelovali amfore visoke kakovosti in poslikav, v velikem številu in za različne socialne in obredne namene. Njihova oblika se znatno razlikuje od bolj funkcionalnih različic. Zanje je značilna široka odprtina in rob, z loščem obdelana površina in okrašena s figurami ali geometrijskimi liki. Takšne amfore so pogosto uporabljali kot nagrade. Nekaj primerov, ki nosijo napis "Jaz sem ena izmed nagrad iz Aten", so ohranjene iz festivala Panathenaic, ki je potekal med 6. in 2. stoletjem pred našim štetjem. Poslikane amfore so bile uporabljene tudi za nagrobne namene. Vrsta amfore loutrophoros, je bila uporabljena predvsem za pogrebne obrede. Močnejše oblike so uporabljali tudi kot nagrobnike ali kot posoda za pepel umrlih. Iz rimskega obdobja so bile amfore običajno ene vrste.

#### Grški tip amfore
V različnih obdobjih so bile priljubljene različne vrste amfor:
Vratna amfora (okoli 6.-5. st. pr. n. št.)
Na tem tipu amfore sta ročaja pritrjena na vrat, ki je ločen od trebuha pod kotom. Obstajata dve glavni vrsti vratnih amfor:
- Nolan amfora (konec 5. stoletja pred našim štetjem ) , poimenovana po vrsti mestu , Nola blizu Neaplja
- Tirenska amfora.

Obstajajo tudi nekatere redkejše posebne vrste vratnih amfor, ki jih odlikujejo posebne značilnosti, na primer:
- koničasta amfora, s koničastim prstom, včasih se konča z gumbom podobno izboklino
- Loutrophoros, ki se uporablja za shranjevanje vode v ritualnih obredih, kot so poroke in pogrebi.

Trebušasta amfora (okoli 640-450 pr. n. št.)
V nasprotju z vratno amforo, trebušasta amfora nima posebnega vratu. Trebuh doseže ustnik v neprekinjeni krivulji. Po sredini 5. stoletja pred našim štetjem se je ta vrsta le še redko proizvajala. Pelike je poseben tip trebuha amfore, s trebuhom tako nizko, da je najširša točka v bližini dna. Pelike je bila uvedena po koncu 6. stoletja pred našim štetjem.
Nagradna panatenaic amfora
Druga posebna vrsta je nagradna panatenaic amfora s črno-slikano dekoracijo, proizvedena izključno za festivalske nagrade Panathenaia in ohranja črno-slikano tehniko stoletja po uvedbi rdeče-slikane keramike. Nekateri primeri imajo napis "Jaz sem ena izmed nagrad iz Aten.

### Stari Rim
Z rimskem obdobju so bile enovito oblikovane amfore običajno edina vrsta proizvodnje.
Prva vrsta rimske amfore, Dressel 1, je iz osrednje Italije iz poznega 2. stoletja pred našim štetjem . Ta tip je imel debele stene in značilno rdečo material. Bila je zelo težka a tudi močna. Okoli srede 1. stoletja pr. n. št. se začne na široko uporabljati Dressel 2-4. Ta vrsta amfore ima nekaj prednosti v tem, da je lažja in s tanjšimi stenami. Izračunano je bilo, da medtem ko Dressel 1 lahko sprejme okoli 4500 l, da je v Dressel 2-4 v istem prostoru mogoče spraviti 6000 l. V zadrugi CUMA (južna Italija) so proizvajali tip cadii cumani (Dressel 21-22). Te posode so uporabljali predvsem za prevoz sadja do sredine imperialnih časov. Hkrati je v osrednji Italiji, proizvajali tako imenovane Spello amfore, majhne posode, proizvedene za prevoz vina. Na jadranski obali so starejše tipe nadomestili z vrsto Lamboglia 2, vinske amfore običajno proizvedene med koncem 2. in 1. stoletje pred našim štetjem. Ta tip se razvije pozneje v Dressel 6A ki postane prevladujoča v Avgustovem času. 
V galskih provincah so bili prvi primeri rimske amfore lokalna imitacija že obstoječih vrst, kot so Dressel 1, Dressel 2-4, Pascual 1 in Haltern 70. Bolj tipična galska proizvodnja se je začela v keramičnih delavnicah v Marseillu v poznem Avgustovem času. Vrsta Oberaden 74 je bila izdelana v tolikšni meri, da je vplivala na proizvodnjo nekaterih italskih vrst. Španske amfore so postale še posebej zanimive zaradi cvetoče faze produkcije v poznih republikanskih časih. V regijah Hispania Baetica in Hispania Tarraconensis (jugozahodna in vzhodna Španija) sta bili glavni proizvodni območji med 2. in 1. stoletjem pred našim štetjem. Španske amfore so bile razširjene na območju Sredozemlja v zgodnjih imperialnih časih. Najpogostejše vrste so bile v celoti proizvedene v regiji Baetica in med njimi je bila Dressel 20, tipična posoda  za olivno olje, Dressel 7-13, za ribje omake in Haltern 70 za defrutum (sadne omake). V regiji Tarraconensis je bila najpogostejša vrsta Pascual 1, vinska amfora oblikovana na Dressel 1in imitacije Dressel 2-4.
Severno - afriška proizvodnja temelji na starodavni tradiciji, ki se lahko izsledi nazaj do feničanske kolonije Kartagine. Feničanske amfore so imele značilne ročaje neposredno pritrjene na zgornji del telesa. Ta funkcija postane prepoznavna znamka pozno republikanske/zgodnje imperialne produkcije, ki se nato imenujejo novofeničanska. Vrste proizvedene v Tripolitania in severni Tuniziji so Mana C1 in C2, ki se je pozneje preimenovala v van der Werff 1, 2 in 3. V Egejskem območju so bile vrste z otoka Rodos izhajajoč iz 3. stoletja pred našim štetjem zelo priljubljene zaradi lokalne proizvodnje vina, ki je cvetela v daljšem obdobju. Te vrste so se razvile v Camulodunum 184, amfore , ki so se uporabljale za prevoz rodoškega vina po vsem cesarstvu. Imitacije Dressel 2-4 so bile proizvedene na otoku Kos za prevoz vina v 4. stoletja pred našim štetjem do srede imperialnih časov. Tudi kretske amfore so bile priljubljene za prevoz vina in jih lahko najdemo po vsem Sredozemlju od Avgustovih časov do 3. stoletja našega štetja. V poznem obdobju imperija, proizvodnja severno - afriške vrste amfor prevladuje. Tako imenovani Afriški I in II tipi so pogosto v uporabi od 2. do poznega 4. stoletja našega štetja. Druge vrste iz vzhodnega Sredozemlja (Gaza), kot so tako imenovane poznoantične 4, so postala zelo priljubljena med 4. in 7. stoletjem, medtem ko je italska produkcija zamrla.